# Watford F.C.
Watford Football Club – angielski klub piłkarski z siedzibą w mieście Watford, w hrabstwie Hertfordshire, występujący w Championship.

## Historia
Klub został założony w 1881 roku i na początku występował na stadionie Cassio Road. W 1922 przeniósł się na obecny stadion Vicarage Road. Od 1997 roku na tym samym obiekcie występuje drużyna rugby Saracens Rugby Club. Pseudonim klubu The Hornets (szerszenie) pochodzi od strojów w żółto-czarne pasy. Watford znane jest z długotrwałej rywalizacji z lokalnym klubem Luton Town.
Najlepsze okresy w historii klubu miały miejsce pod przewodnictwem trenera Grahama Taylora, byłego selekcjonera reprezentacji Anglii. Pierwszy raz objął on zespół w 1977 i trenował go 10 lat. W tym czasie Watford przebyło drogę z Division Four do Division One zdobywając wicemistrzostwo Anglii w 1983, osiągnęło także finał Pucharu Anglii w 1984 i wystąpiło w Pucharze UEFA. Po raz drugi Taylor objął klub w 1997 i w 1999 zespół awansował do Premier League, z której spadł rok później. W tym czasie właścicielem klubu był wokalista Elton John, który miał być dożywotnim honorowym prezesem Watford F.C. 9 listopada 2008 roku pojawiła się informacja, iż zrzeka się on honorowego tytułu, z powodu złej polityki drużyny.
W sezonie 2005/2006 zajął 3. miejsce w rozgrywkach Championship i w finale play-off o wejście do Premier League pokonał 3:0 Leeds United. W sezonie 2006/2007 występował w rozgrywkach angielskiej ekstraklasy, jednakże po zajęciu ostatniego miejsca w tabeli ponownie spadł do niższej klasy rozgrywkowej. W roku 2012 trenerem klubu został Gianfranco Zola, który poprowadził zespół do trzeciego miejsca w lidze, gwarantującego awans do baraży o Premier League. W półfinale zawodnicy włoskiego szkoleniowca po pasjonującej końcówce pokonali Leicester City. W finale przegrali z Crystal Palace F.C. 0:1 i pozostali w Championship.
W sezonie 2014/2015 piłkarze Watfordu wywalczyli awans do Premier League. W najwyższej klasie rozgrywkowej klub występował do sezonu 2019/2020, po drodze osiągając drugi w swojej historii finał Pucharu Anglii. W Championship Watford spędził tylko jeden sezon, który zakończył na 2. miejscu i powrócił do Premier League.

## Obecny skład
stan na 29 lipca 2022
| Nr | Poz. | Piłkarz                                 |
| -- | ---- | --------------------------------------- |
| 1  | BR   | Ben Foster                              |
| 2  | OB   | Jeremy Ngakia                           |
| 3  | OB   | Danny Rose                              |
| 4  | PO   | Peter Etebo (wypożyczony ze Stoke City) |
| 5  | OB   | William Troost-Ekong                    |
| 6  | PO   | Imrân Louza                             |
| 7  | NA   | Joshua King                             |
| 8  | PO   | Tom Cleverley (kapitan)                 |
| 10 | NA   | João Pedro                              |
| 11 | OB   | Adam Masina                             |
| 12 | NA   | Ken Sema                                |
| 14 | PO   | Nathaniel Chalobah                      |
| 15 | OB   | Craig Cathcart                          |
| 16 | PO   | Dan Gosling                             |
| 17 | NA   | Ashley Fletcher                         |
| 18 | NA   | Andre Gray                              |

| Nr | Poz. | Piłkarz                                |
| -- | ---- | -------------------------------------- |
| 19 | PO   | Moussa Sissoko                         |
| 20 | PO   | Domingos Quina                         |
| 21 | OB   | Kiko Femenía                           |
| 23 | NA   | Ismaïla Sarr                           |
| 25 | NA   | Emmanuel Dennis                        |
| 26 | BR   | Daniel Bachmann                        |
| 27 | OB   | Christian Kabasele                     |
| 29 | NA   | Cucho Hernández                        |
| 31 | OB   | Francisco Sierralta                    |
| 32 | OB   | Mattie Pollock                         |
| 33 | PO   | Juraj Kucka (wypożyczony z Parmy)      |
| 34 | NA   | Kwadwo Baah                            |
| 35 | BR   | Rob Elliot                             |
| 36 | NA   | Joseph Hungbo                          |
| 38 | OB   | Marc Navarro                           |
|    | OB   | Mario Gaspar                           |
|    | PO   | Ozan Tufan (wypożyczony ze Fenerbahçe) |

### Piłkarze na wypożyczeniu
| Nr | Poz. | Piłkarz                                                 |
| -- | ---- | ------------------------------------------------------- |
|    | BR   | Pontus Dahlberg (w Doncaster Rovers do 30 czerwca 2022) |
|    | PO   | Tom Dele-Bashiru (w Reading do 30 czerwca 2022)         |
|    | NA   | Dapo Mebude (w Wimbledonie do 30 czerwca 2022)          |
|    | BR   | Adam Parkes (w Dover Athletic do 30 czerwca 2022)       |

| Nr | Poz. | Piłkarz                                                      |
| -- | ---- | ------------------------------------------------------------ |
|    | NA   | Adalberto Peñaranda (w Las Palmas do 30 czerwca 2022)        |
|    | NA   | Ignacio Pussetto (w Udinese do 30 czerwca 2022)              |
|    | OB   | Jorge Segura (w Américe Cali do 30 czerwca 2022)             |
|    | NA   | Philip Zinckernagel (w Nottingham Forest do 30 czerwca 2022) |

## Sztab szkoleniowy
- Menedżer: Nigel Pearson
- Asystent menedżera: Nicolo Frustalupi
- Trener bramkarzy: Alec Chamberlain

## Dotychczasowi menedżerowie
- John Goodall (1903–1910)
- Harry Kent (1910–1926)
- Fred Pagnam (1926–1929)
- Neil McBain (1929–1937)
- Bill Findlay (1937–1947)
- Jack Bray (1947–1948)
- Eddie Hapgood (1948–1950)
- Ron Gray (1950–1951)
- Haydn Green (1951–1952)
- Len Goulden (1952–1955)
- Johnny Paton (1955–1956)
- Len Goulden (1956)
- Neil McBain (1956–1959)
- Ron Burgess (1959–1963)
- Bill McGarry (1963–1964)
- Ken Furphy (1964–1971)
- George Kirby (1971–1973)
- Mike Keen (1973–1977)
- Graham Taylor (1977–1987)
- Dave Bassett (1987–1988)
- Steve Harrison (1988–1990)
- Colin Lee (1990)
- Steve Perryman (1990–1993)
- Glenn Roeder (1993–1996)
- Graham Taylor (1996)
- Kenny Jackett (1996–1997)
- Graham Taylor (1997–2001)
- Gianluca Vialli (2001–2002)
- Ray Lewington (2002–2005)
- Aidy Boothroyd (2005–2008)
- Malky Mackay (2008)
- Brendan Rodgers (2008–2009)
- Malky Mackay (2009–2011)
- Sean Dyche (2011–2012)
- Gianfranco Zola (2012–2013)
- Giuseppe Sannino (2013–2014)
- Óscar García Junyent (2014)
- Billy McKinlay (2014)
- Slaviša Jokanović (2014–2015)
- Quique Sánchez Flores (2015–2016)
- Walter Mazzarri (2016–2017)
- Marco Silva (2017–2018)
- Javi Gracia (2018–19)
- Quique Sánchez Flores (2019-2021)
- Roy Hodgson (2022)

## Statystyki klubowe

### Sukcesy
- Wicemistrzostwo Anglii: 1982/1983
- Awans do Premier League: 1981/1982, 1998/1999, 2005/2006, 2014/2015, 2020/2021
- Finalista Pucharu Anglii: 1983/1984, 2018/19
- Półfinalista Pucharu Ligi Angielskiej: 1978/1979
- 3.runda (1/8 finału) Pucharu UEFA: 1983/1984

### Rekordy
- Najwięcej występów:  Luther Blissett – 503
- Najwięcej bramek:  Luther Blissett – 186
- Najwyższe zwycięstwo: 11:0 z Maidenhead – 24 stycznia 1900
- Najwyższe zwycięstwo w Premier League: 4:2 z Portsmouth F.C. – 9 kwietnia 2007
- Najwyższa porażka: 0:10 z Wolverhampton Wanderers F.C. – 24 stycznia 1912
- Najwyższa porażka w Premiership: 0:5 z Wimbledon F.C. – 4 grudnia 1999
- Najdroższy kupiony zawodnik:  Nathan Ellington – £ 3 250 000 – 29 sierpnia 2007 z West Bromwich Albion F.C.
- Najdroższy sprzedany zawodnik:  Ashley Young – £ 9 650 000 – 23 stycznia 2007 do Aston Villa F.C.

## Europejskie puchary
Legenda do wszystkich tabel:
- Q – runda eliminacyjna, 1/16, 1/8, 1/4, 1/2 – odpowiednia faza rozgrywek, Grupa – runda grupowa, 1r gr – pierwsza runda grupowa, 2r gr – druga runda grupowa, F – finał, R – runda, PO – play-off
- k. – rzuty karne, los. – losowanie, Dogr. – dogrywka, w. – zasada bramek strzelonych na wyjeździe

| Sezon   | Rozgrywki   | Runda | Przeciwnik           | Dom | Wyjazd | Ogólnie    |
| ------- | ----------- | ----- | -------------------- | --- | ------ | ---------- |
| 1983/84 | Puchar UEFA | 1R    | 1. FC Kaiserslautern | 3–0 | 1–3    | 4–3        |
| 1983/84 | Puchar UEFA | 2R    | Lewski Sofia         | 1–1 | 3–1    | 4–2, Dogr. |
| 1983/84 | Puchar UEFA | 1/8   | Sparta Praga         | 2–3 | 0–4    | 2–7        |